# 牙买加田径
牙买加的田徑運動從20世紀初開始發展，截至21世紀20年代，就田徑項目來說，牙買加獲得過42枚英聯邦運動會金牌、14枚世界田径锦标赛金牌和17枚奧林匹克運動會獎牌。牙買加有多名在奧運會上獲得獎牌的短跑運動員，例如博爾特、约安·布雷克、阿萨法·鲍威尔、谢莉-安·弗雷泽-普莱斯等運動員就奪過獎牌。

## 历史

### 早期
19世紀末當時牙买加內有2名短跑运动员，分別是Alfred R. Downer和GC Foster 。GC Foster一度打算参加1908年夏季奥林匹克运动会，但因當時牙买加尚未加入国际奥林匹克委员会而未能實現。他后来成为一名田径教练。
1930年，牙买加首次派出田径队参加了国际比赛（1930年中美洲和加勒比运动会）。约瑟夫·麦肯齐（Joseph Mackenzie）获得跳高银牌，成績是1.75米，這也是牙买加第一塊國際體育賽事獎牌。1934年牙买加队首次参加大英帝国运动会，牙買加代表團在游泳比赛中获得银牌，伯纳德·利奥波德·普伦德加斯特獲得铁饼銅牌，成績是40.23米。